# Acalymma vittatum
Acalymma vittatum (cunoscut tradițonal ca Gândacul dungat) este un gândac de castravete din familia Chrysomelidae și un mare distrugător al culturilor de curcubitacee în fazele larvare și de adulți. 